# Liste der Wüstungen in Dresden
Die Liste enthält Wüstungen, die sich im Stadtgebiet von Dresden befinden. Dabei handelt es sich um Siedlungen, die aus verschiedenen, oftmals auch ungeklärten Gründen nicht mehr existieren.

## Übersicht

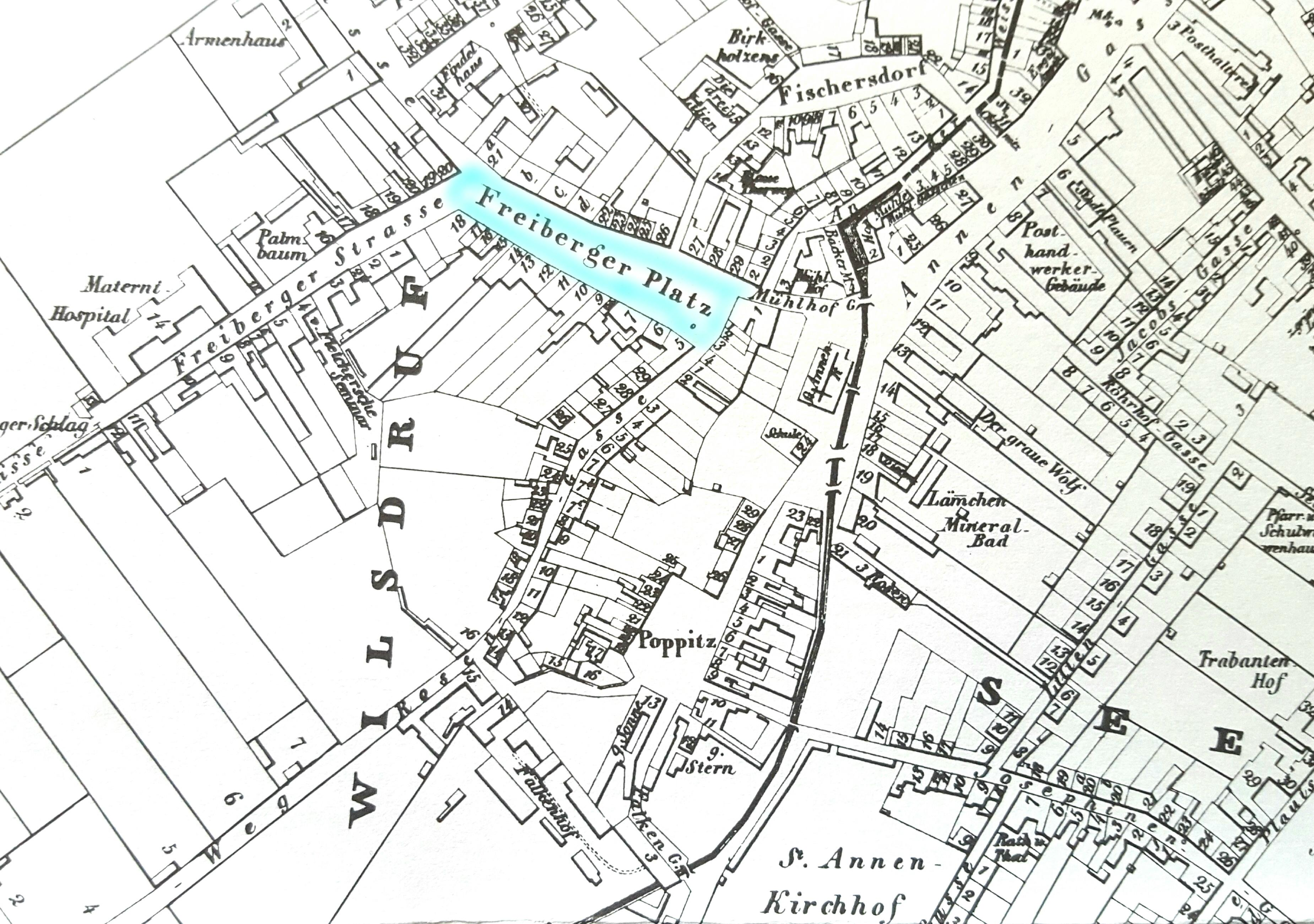
Poppitz, nahe dem Freiberger Platz

In den 109 Gemarkungen, die zur sächsischen Landeshauptstadt Dresden gehören, haben sich etwa 80 historische Dorfkerne erhalten. Die Dorfkerne der übrigen Gemarkungen wurden neu bebaut, bestehen aber häufig zumindest noch als Straße weiter. Wieder andere Dorfkerne, Wüstungen, wurden schon in früherer Zeit verlassen und verschwanden im Laufe der Jahre, ohne wieder bebaut zu werden, mitunter wurden sie erst in neuester Zeit überbaut.
Etwa 20 im Dresdner Stadtgebiet gelegene Wüstungen sind noch bekannt. Überdurchschnittlich viele von ihnen befinden sich im Bereich der linkselbischen Dresdner Vorstädte. Dies ist zum Teil auf die Nähe zur Elbe zurückzuführen – Rostagk und Wernten wurden wahrscheinlich nach einem Hochwasser Anfang des 15. Jahrhunderts aufgegeben. Ein weiterer Grund ist die Ausbreitung Dresdens, dessen Rat zum Beispiel das Vorwerk Auswik aufkaufte und dessen Fluren an Dresdner Bürger und Bauern aus Nachbardörfern verteilte, so dass die Gebäude nicht mehr gebraucht wurden. Ihren Beitrag leisteten im Februar 1945 jedoch die verheerenden Luftangriffe auf Dresden, nach denen weite Teile der Vorstädte neu errichtet und dabei alte Strukturen überbaut worden waren, weshalb die Reste von Fischersdorf und Poppitz verschwanden. 
Im übrigen Stadtgebiet Dresdens spielten wirtschaftliche Erwägungen bei der Aufgabe von Dörfern die wahrscheinlich wichtigste Rolle. Mehrfach befand die Dorfgemeinschaft die Fluren für zu wenig ertragreich oder ein Grundherr verfügte die Umsiedlung.

## Wüstungen in Dresden
| Name (Ursprung)                                                                  | Lage                                                                                               | Flur übergegangen an Gemarkung                        | Ersterwähnung         | Beginn des Wüstliegens                                       | Sichtbare Relikte |
| Stadtbezirk Altstadt                                                             | Stadtbezirk Altstadt                                                                               | Stadtbezirk Altstadt                                  | Stadtbezirk Altstadt  | Stadtbezirk Altstadt                                         | Stadtbezirk Altstadt |
| -------------------------------------------------------------------------------- | -------------------------------------------------------------------------------------------------- | ----------------------------------------------------- | --------------------- | ------------------------------------------------------------ | --- |
| Altenfischersdorf (selbsterklärend)                                              | nördliche Wilsdruffer Vorstadt, Ostra-Allee                                                        | Altstadt I                                            | (1410) 1480           | vermutlich 13./14. Jahrhundert (Verlegung nach Fischersdorf) | keine |
| Fischersdorf (selbsterklärend)                                                   | Wilsdruffer Vorstadt, zwischen Annenkirche und Schauspielhaus, südlich der Freiberger Straße       | Altstadt I                                            | 1410                  | nach 1945                                                    | keine (früherer Dorfplatz „Fischhofplatz“ nach den Luftangriffen komplett abgetragen und überbaut)                                                                |
| Kleinostra (von sorbisch „ostrov“ = Insel; vgl. Ostragehege)                     | nördliche Wilsdruffer Vorstadt, Ostra-Allee                                                        | Altstadt I                                            | 1305                  | vor 1470, 1573 abgebrochen                                   | keine |
| Lonnßewitz (Ursprung unbekannt)                                                  | Wilsdruffer Vorstadt, genaue Lage unbekannt                                                        | Altstadt I                                            | 1495                  | nach 1495                                                    | keine |
| Poppitz (von sorbisch „Popuicz“ = Leute eines Priesters)                         | Wilsdruffer Vorstadt, zwischen Sternplatz und Annenkirche, direkt nördlich der Herkuleskeule       | Altstadt I                                            | 1315                  | nach 1945                                                    | keine (früherer Dorfplatz „Poppitz“ nach den Luftangriffen komplett abgetragen und überbaut)                                                                      |
| Ramwoltitz, auch Ranvoltitz (von Ramfold oder „Ranwalt“ einem deutschen Lokator) | Johannstadt, Kreuzung Striesener/Hans-Grundig-Straße                                               | Altstadt II                                           | 1310                  | nach 1315                                                    | Straßenname „Rampische Straße“, beginnend am Neumarkt |
| Rostagk, auch Rostack (von sorbisch „rostok“ = Flussgabelung; vgl. Rostock)      | westliche Friedrichstadt, Hamburger Straße, nahe der heutigen Weißeritzmündung in die Elbe         | Friedrichstadt                                        | 1326                  | zwischen 1402 und 1416                                       | keine |
| Wernten (von „Vernota“, dem Namen eines slawischen Lokators)                     | westliche Friedrichstadt, zwischen Flügelwegbrücke und Alberthafen                                 | teils Ockerwitz, später komplett Friedrichstadt       | 1071 (F 1140er Jahre) | zwischen 1350 und 1470                                       | keine |
| Stadtbezirk Blasewitz                                                            | |                                                       |                       |                                                              | |
| Praschütz (von „Pravek“, dem Namen eines slawischen Lokators)                    | Neugruna, Kreuzung Schandauer/Ludwig-Hartmann-Straße                                               | zunächst Gruna, dann Blasewitz                        | 1307                  | 1310                                                         | keine |
| Stadtbezirk Cotta                                                                | |                                                       |                       |                                                              | |
| Beerhut (von „Beeren“ und „Hutung“)                                              | Neunimptsch                                                                                        | Gorbitz, Roßthal                                      | 1430                  | 1430                                                         | Straßenname „Beerenhut“, späterer Niedergorbitzer Ortsteil „Beerhut“                                                                                              |
| Stadtbezirk Klotzsche                                                            | |                                                       |                       |                                                              | |
| Altes Dorf (selbsterklärend)                                                     | Wilschdorfer Anbau, nahe Glasewalds Ruhe, Bereich Berggasse/Ruhesteg                               | Wilschdorf                                            | unbekannt             | unbekannt                                                    | keine |
| Knapsdorf, auch Knappsdorf (Ursprung unbekannt)                                  | Radeburg, nahe der Stadtgrenze zu Dresden, zwischen Radeburger Straße und Fürstenweg               | Rähnitz (heute Hellerau), Marsdorf, Volkersdorf       | 1310                  | Mitte des 17. Jahrhunderts                                   | Straßenname Knappsdorfer Straße im Stadtteil Rähnitz |
| Kummersdorf, auch Cunnersdorf (von „Konrad“, dem Namen eines deutschen Lokators) | Moritzburg, westlich der Waldteiche, nördliche Waldteichstraße, nahe der Gemeindegrenze zu Dresden | Boxdorf, Wilschdorf, Reichenberg, Eisenberg           | 1408                  | vor 1408                                                     | keine |
| Stadtbezirk Leuben                                                               | |                                                       |                       |                                                              | |
| Leipen, auch Lippen (Ursprung unbekannt)                                         | Dobritz-Süd, Breitscheidstraße                                                                     | Dobritz                                               | 1286                  | zwischen 1352 und 1475                                       | keine |
| Stadtbezirk Loschwitz                                                            | |                                                       |                       |                                                              | |
| Cloden (Ursprung unbekannt)                                                      | Pirna, nördlich von Birkwitz nahe der Stadtgrenze zu Dresden                                       | Birkwitz, Oberpoyritz, Söbrigen, später auch Pillnitz | 1438                  | vor 1438                                                     | keine |
| Stadtbezirk Pieschen                                                             | |                                                       |                       |                                                              | |
| Bortzschen, auch Borschen (Ursprung unbekannt)                                   | Mickten, nahe der Brücke der Sternstraße über die Kaditzer Flutrinne                               | Mickten, Übigau                                       | 1324                  | Ende des 16. Jahrhunderts                                    | keine |
| Gleina (von sorbisch „glin“ = Lehm; vgl. Glien)                                  | Kaditz, Kreuzung Gleinaer/Grimmstraße, im Bereich der Seewiesen                                    | Kaditz, Teile an Radebeul                             | 1303                  | zwischen 1370 und 1529 (um 1400?)                            | Straßenname Gleinaer Straße im Stadtteil Kaditz |
| Kleinmickten (von „Mikota“, dem Namen eines slawischen Lokators)                 | Mickten, Kreuzung Lommatzscher/Trachauer Straße                                                    | Mickten                                               | 1402                  | Ende des 16. Jahrhunderts                                    | keine |
| Poppewitz (Ursprung unbekannt)                                                   | Kleinkaditz, Am Vorwerksfeld                                                                       | Kaditz                                                | 1456                  | 15. Jahrhundert                                              | keine |
| Stadtbezirk Plauen                                                               | |                                                       |                       |                                                              | |
| Auswik, auch Ausmick (von sorbisch „usmyk“ = Talzugang)                          | Südvorstadt, unmittelbar südwestlich des Fritz-Foerster-Platzes                                    | Altstadt II                                           | 1350                  | 1473 (Abbruch)                                               | keine |
| Boskau, auch Boschkau (von „Bozek“, dem Namen eines slawischen Lokators)         | Südvorstadt, nördlich des Beutlerparks                                                             | Altstadt II                                           | 1315                  | zwischen 1350 und 1449                                       | keine |
| Stadtbezirk Prohlis                                                              | |                                                       |                       |                                                              | |
| Frankenberg (von „frank“ und „Berg“)                                             | Strehlen, An der Christuskirche                                                                    | Strehlen                                              | 1312                  | nach 1312                                                    | keine |
| Ortschaft Gompitz                                                                | |                                                       |                       |                                                              | |
| Zschon (von sorbisch „cujni“ = munter)                                           | Steinbach, am Eingang des Zschoner Grundes                                                         | Steinbach                                             | 1071 (F 1140er Jahre) | vor 1556                                                     | Flurname „Zschoner Grund“, evtl. Schulzenmühle |
| Ortschaft Mobschatz                                                              | |                                                       |                       |                                                              | |
| Domlitz (Ursprung unbekannt)                                                     | zwischen Gohlis, Cossebaude, Mobschatz und Stetzsch                                                | Obergohlis                                            |                       | Unklar, Ortsname aus überlieferten Flurnamen rekonstruiert   | Gewässernamen Dommlitzbach, Dommelsbach, Flurnamen Dumlitz und Tummelsgrund, Brückenname Domsels Brücke, Tumults-Brücke (1767), Siedlung Tummelse (Neu-Leuteritz) |